# 6149 Pelčák
6149 Pelčák è un asteroide della fascia principale. Scoperto nel 1979, presenta un'orbita caratterizzata da un semiasse maggiore pari a 2,3870749 UA e da un'eccentricità di 0,1742028, inclinata di 6,36090° rispetto all'eclittica.